# Sonic Hedgehog

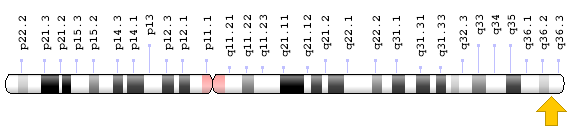
Ген SHH у человека находится на длинном (q) плече хромосомы номер 7, в позиции 36.

Sonic Hedgehog (англ. Sonic Hedgehog, SHH, «Сверхзвуковой ёжик») — семейство генов и соответствующих им белков, управляющих эмбриональным развитием нервной системы и скелетной системы организма, а также выполняющих ряд других физиологических функций. Белки, кодируемые этими генами, оказывают влияние на сегментацию тела дрозофилы. При выключении гена по всему телу мухи развиваются мелкие шипики. Гиперактивация гена вызывает развитие медуллобластомы мозга у детей и рака слизистой оболочки рта.

## История открытия
Ген впервые обнаружен у Drosophila melanogaster в 1980 году Христианой Нюслайн-Фольхард и Эрик Вишаусом. За открытие контроля раннего развития эмбриона дрозофилы они в 1995 году получили Нобелевскую премию. Название предложено в 1993 году в честь Ежа Соника сотрудником Гарвардского университета Бобом Риддлом.